# Symmetropleura dirempta
Symmetropleura dirempta är en insektsart som beskrevs av Karsch 1889. Symmetropleura dirempta ingår i släktet Symmetropleura och familjen vårtbitare. Inga underarter finns listade i Catalogue of Life.